# Lee Lai Shan
Lee Lai Shan –en chino, 李麗珊; también conocida como San San– (Cheung Chau, 5 de septiembre de 1970) es una deportista hongkonesa que compitió en vela en la clase Mistral. Fue campeona olímpica en Atlanta 1996, convirtiéndose en la primera medallista en la historia olímpica de Hong Kong. Fue la única medallista de oro en el territorio hasta 2020. 
Participó en cuatro Juegos Olímpicos de Verano, entre los años 1992 y 2004, obteniendo una medalla de oro en Atlanta 1996, en la clase Mistral, el sexto lugar en Sídney 2000 y el cuarto en Atenas 2004. Ganó siete medallas en el Campeonato Mundial de Mistral entre los años 1993 y 2001.
En 1996 fue nombrada Regatista Mundial del Año por la Federación Internacional de Vela.

## Palmarés internacional
| \| Juegos Olímpicos \| Juegos Olímpicos \| Juegos Olímpicos \| Juegos Olímpicos \| \| Año \| Lugar \| Medalla \| Clase \| \| ------------------ \| -------------------------- \| ----------------- \| ---------------- \| \| 1996 \| Atlanta (Estados Unidos) \| Medalla de oro \| Mistral \| \| Campeonato Mundial \| \| \| \| \| Año \| Lugar \| Medalla \| Clase \| \| 1993 \| Kashiwazaki (Japón) \| Medalla de oro \| Mistral \| \| 1995 \| Port Elizabeth (Sudáfrica) \| Medalla de bronce \| Mistral \| \| 1996 \| Haifa (Israel) \| Medalla de plata \| Mistral \| \| 1997 \| Perth (Australia) \| Medalla de oro \| Mistral \| \| 1998 \| Brest (Francia) \| Medalla de plata \| Mistral \| \| 2000 \| Mar del Plata (Argentina) \| Medalla de plata \| Mistral \| \| 2001 \| Atenas (Grecia) \| Medalla de oro \| Mistral \| |                            |                   |         |
| Juegos Olímpicos |                            |                   |         |
| Año | Lugar                      | Medalla           | Clase   |
| 1996 | Atlanta (Estados Unidos)   | Medalla de oro    | Mistral |
| Campeonato Mundial |                            |                   |         |
| Año | Lugar                      | Medalla           | Clase   |
| 1993 | Kashiwazaki (Japón)        | Medalla de oro    | Mistral |
| 1995 | Port Elizabeth (Sudáfrica) | Medalla de bronce | Mistral |
| 1996 | Haifa (Israel)             | Medalla de plata  | Mistral |
| 1997 | Perth (Australia)          | Medalla de oro    | Mistral |
| 1998 | Brest (Francia)            | Medalla de plata  | Mistral |
| 2000 | Mar del Plata (Argentina)  | Medalla de plata  | Mistral |
| 2001 | Atenas (Grecia)            | Medalla de oro    | Mistral |